# Valikestan
Valikestan (em persa: وليكستان, também romanizada como Valīkestān) é uma aldeia do distrito rural de Langarud, no condado de Abbasabad, da província de Mazandaran, Irã.
No censo de 2006, sua população era de 519 habitantes, em 128 famílias.